# Vulture Culture
Vulture Culture es el octavo álbum de estudio de The Alan Parsons Project publicado en 1984 por Arista Records. Se pensó originalmente como el disco dos en un álbum doble, del cual Ammonia Avenue iba a ser el disco uno, pero finalmente ambos fueron editados por separado.

## Producción
Siguiendo con el sello estilístico propio de la banda el álbum incluye una mezcla de canciones pop rock accesibles contrastadas con otras de corte más progresivo y experimental. Aunque la música de The Alan Parsons Project fue virando hacia el sonido FM a lo largo de los años 80, la calidad musical se mantuvo fiel a sus orígenes.
El sencillo principal «Let's Talk About Me» alcanzó el "Top 40" alemán, y el álbum tuvo muy buena acogida en Europa continental. La recepción en los Estados Unidos fue tibia pero llegó a ser certificado oro. 
La portada muestra una suerte de pulsera metálica representando un uróboros devorando su propia cola, alegoría que -entre otros conceptos- simbolizaba el devenir cíclico de las cosas (aunque en este caso el reptil posee cabeza de buitre).

## Lista de canciones
- Autores Alan Parsons y Eric Woolfson.

Lado A
1. «Let's Talk About Me» (voz David Paton) – 4:29
2. «Separate Lives» (voz Eric Woolfson) – 4:59
3. «Days Are Numbers (The Traveller)» (voz Chris Rainbow) – 4:31
4. «Sooner Or Later» (voz Eric Woolfson) – 4:25

Lado B
1. «Vulture Culture» (voz Lenny Zakatek) – 5:22
2. «Hawkeye» (instrumental) – 3:49
3. «Somebody Out There» (voz Colin Blunstone) – 4:55
4. «The Same Old Sun» (voz Eric Woolfson) – 5:25

## Personal
- Ian Bairnson – guitarra
- Colin Blunstone – voz
- Richard Cottle – sintetizadores, teclados, saxo
- Stuart Elliott – percusión, batería
- Lee Abrams – voz
- Alan Parsons – teclados, programación, voz
- David Paton – bajo, guitarra, voz
- Chris Rainbow – voz
- Eric Woolfson – piano, teclados, voz
- Lenny Zakatek – voz